# Порнассио
Порнассио (итал. Pornassio) — коммуна в Италии, располагается в регионе Лигурия, в провинции Империя.
Население составляет 624 человека (2008 г.), плотность населения составляет 23 чел./км². Занимает площадь 27 км². Почтовый индекс — 18024. Телефонный код — 0183.
Покровителем коммуны почитается святой Далмаций из Педоны, празднование 5 декабря.

## Демография
Динамика населения:

## Администрация коммуны
- Официальный сайт:

## Соседние коммуны
- Армо
- Козио-ди-Аррошия
- Монтегроссо-Пьян-Латте
- Ормеа
- Пьеве-ди-Теко
- Реццо